# Jakob Vitzlant
Jakob Vitzlant (* 15. Jahrhundert; † 1475) war ein deutscher Kaufmann und Handelsvertreter aus Isny, der für die Ravensburger Handelsgesellschaft in Valencia agierte. Jakob Vitzland war 1474 als Auftraggeber für einen Wiegendruck in die Etablierung des Buchdrucks in Valencia involviert.

## Leben und Werk
Im Frühjahr 1474 wurde in Valencia ein Dichterwettbewerb zu Ehren von Maria, der Mutter Gottes, veranstaltet. Die innerhalb dieses Wettbewerbes verfassten Gedichte erschienen in einem Sammelband, der als frühestes Zeugnis für einen literarischen Druck auf der iberischen Halbinsel gilt. Dieser Gedichtband wurde in einer neu gegründeten Offizin in Valencia im Auftrag von Jakob Vitzlant gedruckt. Diese frühe Druckerei musste bald wieder schließen, da Genueser Händler Papier für den Weiterbetrieb der Unternehmung nicht rechtzeitig lieferten. Jakob Vitzlant konnte wegen seines plötzlichen Todes die verspätete Papierlieferung nicht mehr entgegennehmen. Sein Bruder und Alleinerbe Philipp Vitzlant verweigerte zunächst die Annahme der Lieferung. Nach gütlicher  Einigung der Kaufleute beauftragte Philipp Vitzland den Kölner Drucker Lambert Palmart und den jüdischen Goldschmied Alfonso Fernández de Córdoba unter anderem mit dem Druck der ersten volkssprachlichen, valencianischen Bibelübersetzung von Bonifaci Ferrer.